# نور کورکننده (فیلم ۲۰۱۹)
نور کورکننده (انگلیسی: Blinded by the Light) یک فیلم در ژانر درام به کارگردانی گاریندر چادا است که در سال ۲۰۱۹ منتشر شد. از بازیگران آن می‌توان به هایلی اتول اشاره کرد.